# Polemonium stenocalyx
Polemonium stenocalyx är en blågullsväxtart som beskrevs av Paul Carpenter Standley. Polemonium stenocalyx ingår i släktet blågullssläktet, och familjen blågullsväxter. Inga underarter finns listade i Catalogue of Life.